# Integrin β-1
Integrin β-1 (synonym CD29) ist ein Oberflächenprotein und ein Zelladhäsionsmolekül.

## Eigenschaften
Integrin β-1 bindet an die Aminosäuresequenz RGD und bildet entweder mit Integrin α-1, α-2, α-10 oder α-11 einen heterodimeren Rezeptor für Kollagen (Bindungssequenz GFPGER). Mit α-2, α-3, α-4, α-5, α-8, α-10, α-11 oder α-V bildet es einen heterodimeren Rezeptor für Fibronectin. Mit α-3 bildet es einen Rezeptor für Epiligrin, Thrombospondin und CSPG4. Mit α-4 bildet es einen Rezeptor für Fractalkine. Mit α-5 bildet es einen Rezeptor für Fibrinogen. Mit α-1, α-2, α-6 oder α-7 bildet es einen Rezeptor für Laminin und mit α-4 einen für VCAM1 (Bindungssequenz QIDS). Mit α-9 bildet es einen Rezeptor für VCAM1, Osteopontin und Cytotactin (Bindungssequenz AEIDGIEL). Mit α-V bildet es einen Rezeptor für Vitronectin. Integrin β-1 ist an verschiedenen zellulären Prozessen wie der Zyktokinese und der Angiogenese beteiligt. Es ist glykosyliert, phosphoryliert, acetyliert und besitzt eine Isopeptidbindung nach Sumoylierung.